# Xã Freistatt, Quận Lawrence, Missouri
Xã Freistatt (tiếng Anh: Freistatt Township) là một xã thuộc quận Lawrence, tiểu bang Missouri, Hoa Kỳ. Năm 2010, dân số của xã này là 549 người.